# POMZ

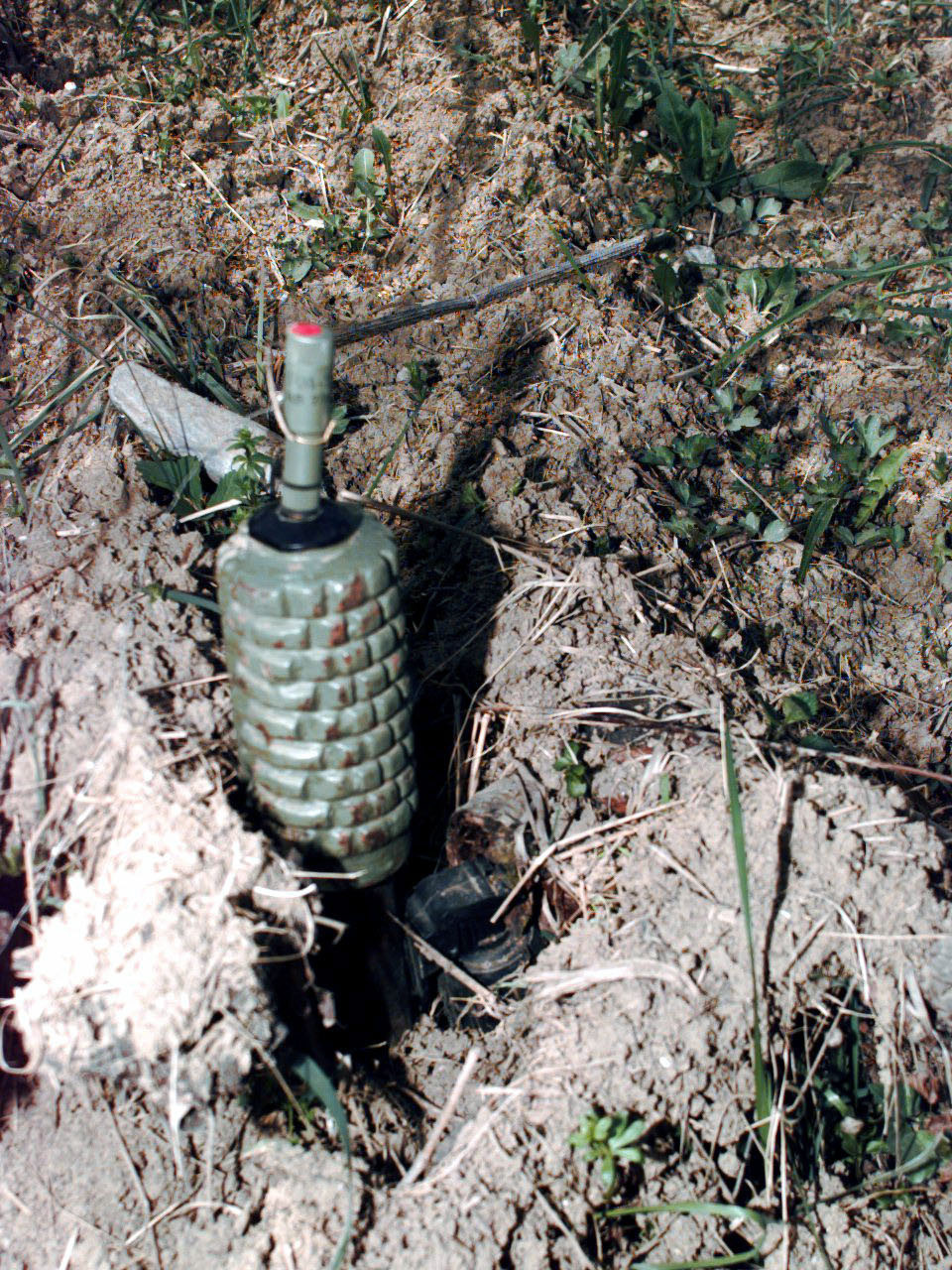
Mina yugoslava PMR-2A, variante de la mina antipersonal POMZ. Balcanes, 1996.

Las POMZ, POMZ-2 y POMZ-2M (ПОМЗ, ПОМЗ-2, ПОМЗ-2М) son tres tipos de mina antipersona de estaca de fabricación rusa. La mina POMZ fue utilizada durante la Segunda Guerra Mundial. Fue reemplazada por la POMZ-2, y más tarde por la mejorada POMZ-2M. Estas minas (y copias de las mismas) se han utilizado en numerosos conflictos bélicos, incluyendo la Guerra de Corea y la Guerra de Vietnam.

## Descripción
Las minas consisten en una pequeña carga de TNT dentro de una carcasa de hierro fundido. La carcasa es cuadriculada para facilitar su fragmentación y tiene un agujero en su parte inferior para poder ser insertada en una estaca de madera o plástico. En su parte superior tiene una cubierta que protege el sóquet estándar para espoletas, en el cual normalmente se monta una espoleta MUV o VPF accionada mediante cable.
La mina POMZ-2M tiene un sóquet para espoletas roscado, mientras que el de las primeras POMZ-2 era liso, lo que a veces provocaba la caída de la espoleta si la mina era manipulada con brusquedad. La carcasa de la POMZ-2 tiene 6 filas de cuadrados, mientras que la POMZ-2M tiene 5 y es algo más corta.
Su tosca carcasa produce un patrón de fragmentación irregular al estallar. El radio de acción efectivo de la mina es de 4 m, pero una pequeña cantidad de esquirlas pueden ser letales a distancias mucho mayores.
Las estacas de madera suelen podrirse en zonas con clima tropical, dejando la mina, si es que fue armada, en un estado sumamente inestable.

## Variantes
Al ser de construcción simple, estas minas han sido ampliamente copiadas, incluidos los modelos sin estándarizar de los talleres artesanales de las guerrillas. A continuación se mencionan algunas modelos producidas en serie:
- POMZ-2 - inventado y adoptado por el Ejército Rojo en el otoño de 1941[1]
- Tipo 58 y Tipo 59, República Popular de China (copias de las POMZ-2 y POMZ-2M respectivamente).
- MAP y el Modelo 15 (copias de las POMZ-2 y POMZ-2M).
- PMR-1 y PMR-2A, Yugoslavia.
- PP Mi-SK, Checoslovaquia (POMZ-2, usado con una espoleta RO-1).
- MM-1, Birmania (POMZ-2).
- MBV-78A1, Vietnam (POMZ-2).
- PMFH-1,PMFH-2, Cuba (copias de la POMZ-2).

## Especificaciones
Estas especificaciones de un POMZ-2 y POMZ-2M son típicas para sus diversas copias.
|                     | POMZ-2                                               | POMZ-2M                                              |
| ------------------- | ---------------------------------------------------- | ---------------------------------------------------- |
| Diámetro            | 60 mm                                                | 60 mm                                                |
| Altura de la caja   | 130 mm                                               | 107 mm                                               |
| Altura de la estaca | ~300 mm, pero varía con facilidad                    | ~300 mm, pero varía con facilidad                    |
| Peso                | 2,3 kg                                               | 1,8 kg                                               |
| Carga               | Varilla moldeada de 75 g de TNT                      | Varilla moldeada de 75 g de TNT                      |
| Espoleta            | MUV accionada por cable (con una fuerza de 2 a 5 kg) | MUV accionada por cable (con una fuerza de 2 a 5 kg) |

## Embalaje
La mina POMZ-2M viene embalada en una caja rectangular de madera, que tiene una abrazadera en cada esquina para asegurar su tapa. Dentro hay ocho minas, ocho estacas, ocho cargas explosivas de 75 g cada una y ocho espoletas MUV con sus respectivos detonadores.

## Publicaciones
- полковник Ю. Г. Веремеев. Мины: вчера, сегодня, завтра. Минск, "Современная школа", 2008.
- Eddie Banks, Brassey's Essential Guide to Anti-Personnel Landmines, Brassey's, 1998, ISBN